# Аникеев, Анатолий Васильевич
Анатолий Васильевич Аникеев (29 мая 1939 — 6 октября 2024) — советский и российский государственный и политический деятель, предприниматель. В 1986—1988 году начальник главного управления кадров — заместитель министра внутренних дел СССР, начальник Политического управления — заместитель министра внутренних дел СССР (1988—1990), народный депутат РСФСР/РФ (1990—1993). Генерал-лейтенант внутренней службы. Кандидат экономических наук.

## Биография
Анатолий Аникеев родился 29 мая 1939 года в городе Беломорске Карельской АССР (СССР).
В 1956 году Аникеев закончил Рыбинское речное училище, в 1966 окончил Рыбинский авиатехнический институт. Был первым секретарём Рыбинского городского комитета ВЛКСМ. В конце 1960-х годов Анатолий Аникеев получил приглашение в Москву, где начал работать в Центральном Комитете ВЛКСМ. Позже его назначили вторым секретарём ЦК ЛКСМ Туркменистана, после чего направили для обучения в Высшую Политическую школу при ЦК Коммунистической партии Чехословакии. Завершив там аспирантуру, он защитил кандидатскую диссертацию и стал кандидатом экономических наук.
В 1976 году поступил на службу в органы внутренних дел. В 1982 году Аникееву было присвоено звание Генерал-майор внутренней службы. В 1983—1984 году был заместителем главы Представительства КГБ СССР — руководителем Представительства МВД СССР при МВД Афганистана.
В 1986 году был участником ликвидации последствий аварии на Чернобыльской АЭС. В 1986—1988 году занимал должности первого заместителя начальника Главного управления охраны общественного порядка МВД СССР, начальник Главного управления кадров МВД СССР. В 1988 году присвоено звание Генерал-лейтенант внутренней службы. В 1980—1990 году занимал должность руководителя Политического управления МВД СССР, с января 1990 по декабрь 1991 года был первым заместителем министра внутренних дел РСФСР.
В 1990—1993 году был народным депутатом РСФСР от Сегежского национально-территориального избирательного округа N 107 (Республика Карелия), был заместителем председателя Совета Национальностей Верховного Совета РФ, председатель Комиссии по репрессированным и депортированным народам. До мая 1992 года совмещал работу в МВД с исполнением обязанностей депутата РСФСР и члена Верховного Совета РСФСР.
С 1993 по 1996 год занимался предпринимательской деятельностью, был генеральным директором акционерного объединения «Интеррокс» (г. Москва). С 1996 по 1998 год был заместителем председателя Госкомитета РФ по вопросам развития Севера.
С 2003 года был академиком, профессором Академии проблем безопасности, обороны и правопорядка.
Скончался 6 октября 2024 года в Москве.

## Награды
- Орден Красного Знамени
- 2 ордена «Знак Почета»
- Орден Дружбы Народов (ДРА)